# Огњен Ђуричин
Огњен Ђуричин (Зрењанин, 3. септембра 1995) српски је фудбалер који тренутно наступа за новосадску Младост.
Ђуричин је фудбалом почео да се бави у Јединству из Новог Бечеја, а након вишегодишњег играња у млађим селекцијама, током ког је наступао још за Бечеј и Банат из Зрењанина, Ђуричин је своје прве сениорске утакмице одиграо у Војвођанској лиги Исток, са екипом матичног Јединства.
Он је, потом, био члан Сенте, Земуна и Срема из Јакова, док је средином 2016. наступао у шведском нижелигашу Мунфорксу. По повратку у Србију, Ђуричин је поново приступио екипи Бечеја, по први пут као сениор, а за тај клуб наступао је у 4. и 3. степену фудбалског такмичења. Ђуричин се, такође, остварио и као најбољи стрелац Војвођанске лиге Север за сезону 2016/17, а за Бечеј је на 50 званичих наступа у свим такмичењима постигао укупно 66 голова. Крајем 2017, проглашен је најбољим спортистом општине Бечеј у мушкој конкуренцији за протеклу годину.
Почетком 2018, Ђуричин је потписао свој први професионални уговор са суботичким Спартаком, за који је недуго затим дебитовао у Суперлиги Србије. Освојивши 4. место на табели тог такмичења, за сезону 2017/18, Ђуричин је лета исте године са клубом наступао у квалификацијама за Лигу Европе.

## Каријера

### Почеци
Ђуричин је фудбалом почео да се бави у Новом Бечеју, где је са 5 година приступио локалном клубу, Јединству. Након неколико година проведених у клубу, Ђуричин је прешао у Бечеј, где је једну сезону провео у пионирима, а потом се вратио у матично Јединство. Са екипом Бечеја је, поново, наступао у Квалитетној лиги Војводине за кадете, после чега је приступио омладинском тиму Баната из Зрењанина. Као члан тог клуба, Ђуричин је током сезоне 2012/13. био уступљен матичном Јединству из Новог Бечеја, где је као бонус играч забележио 23 наступа и постигао 3 поготка у Војвођанској лиги Исток, изборивши са тимом пласман у Српску лигу Војводине. По завршетку сезоне, Ђуричин је напустио клуб и касније прешао у Сенту. Ђуричин је за Сенту наступао до краја календарске 2014. године, те допринео пласману клуба на прво место табеле Српске лиге Војводине на полусезони такмичарске 2014/15. Почетком 2015, Ђуричин је прешао у Земун, где је са истоименим клубом освојио прво место у Српској лиги Београда за сезону 2014/15. и пласирао се у Прву лигу Србије. Почетком 2016, Ђуричин је наступао за Срем из Јакова, као уступљени играч Земуна, али је нешто касније напустио клуб, након чега је отишао у Шведску и приступио тамошњем Мунфорксу, где је на 9 одиграних утакмица постигао 11 погодака.

### Бечеј
Лета 2016. године, Ђуричин се вратио у Србију и прикључио се екипи Бечеја пред почетак сезоне 2016/17. у Војвођанској лиги Север. За клуб је дебитовао на отварању сезоне у том такмичењу, против екипе Будућности из Гложана. Ђуричин је током сезоне одиграо свих 30 лигашких утакмица, на којима је постигао укупно 45 голова, те је на тај начин допринео освајању првог места на табели и пласману клуба у Српску лигу Војводине. Поред тога, Ђуричин је својим учинком заслужио епитет најбољег стрелца лиге те сезоне, током које је уписао три хет-трика, од чега је на утакмицама против Младости из Апатина у 6. и Младости из Турије у 19. колу давао по 4 гола, док је три поготка забележио још на утакмици против екипе Таванкута у 11. колу. Ђуричин је, такође, наступио у утакмицама подручних купова под окриљем Фудбалског савеза Војводине и то против Војводине из Бачког Градишта, Србобрана, Бачке 1901 из Суботице те Динама из Панчева.
По окончању сезоне, Ђуричин је привремено напустио клуб и отишао у Шведску, приступивши нижелигашу Амалу. Након једномесечног периода који је провео у том клубу, вратио се у Бечеј пред почетак припрема за сезону 2017/18. у Српској лиги Војводине. Ђуричин је на све четири уводне утакмице у том такмичењу постигао по два поготка. Он је касније погађао на утакмицама против Радничког из Сремске Митровице и Бачке 1901, пре него што је на утакмици 9. кола, против Цемента из Беочина, поново постигао два гола. Ђуричин је, потом, наступио на утакмици подручног купа, против екипе Потисја из Кањиже, када је постигао један од голова у победи своје екипе резултатом 3ː0. До краја календарске 2017, Ђуричин је дао још 4 поготка, против Братства из Пригревице, Црвене звезде из Новог Сада, Младости из Бачког Јарка, односно Борца из Сакула у последњем колу првог дела сезоне. Крајем године, Ђуричин је изабран за најбољег спортисту општине Бечеј у мушкој конкуренцији.

### Спартак Суботица
Средином новембра 2017, појавила се информација о преласку Ђуричина у суботички Спартак. Вест је потврдио председник тог клуба, Драган Симовић, изјавом коју је дао Спортском журналу почетком наредног месеца. Ђуричин је Спартаку приступио у првим данима 2018, појавивши на првом окупљању екипе пред почетак зимских припрема. Он је, недуго затим, погодио на првој пријатељској утакмици, против ОФК Бачке из Бачке Паланке, 18. јануара, док је наредног дана и званично представљен као нови играч суботичког клуба. Ђуричин је у Суперлиги Србије дебитовао у 23. колу тог такмичења за сезону 2017/18, на гостовању Напретку у Крушевцу, 16. фебруара 2018. године. У игру је ушао уместо Немање Главчића у 75. минуту, а до краја сусрета уписао је асистенцију Милету Савковићу за други гол тог играча на утакмици, која је завршена резултатом 4ː3 у корист домаћег састава. Ђуричин је утакмицу следећег кола, против Црвене звезде, започео на терену и том приликом постигао једини гол своје екипе у поразу од 2ː1, 25. фебруара 2018. Након пораза од Младости из Лучана резултатом 2ː0, Ђуричин је био стрелац на наредне три узастопне утакмице, против Земуна, Радничког из Ниша и Рада. Коначно, у последњем колу регуларног дела сезоне, против Радника из Сурдулице, Ђуричин је постигао гол и асистирао Милету Савковићу у победи од 3ː1. У априлу 2018, Ђуричин је потписао свој први професионални уговор са Спартаком, у трајању до 2021. године.
Своју прву утакмицу у европским такмичењима одиграо је у првом колу квалификација за Лигу Европе, ушавши у игру уместо Бојана Чечарића у другом полувремену утакмице против Колерејна из Северне Ирске. У реванш сусрету, против истог противника, Ђуричин се нашао у стартној постави Спартака. Такође, у првој утакмици другог кола истог такмичења, Ђуричин је постигао погодак у победи своје екипе од 2 ː 0 над Спартом из Прага на стадиону Карађорђе у Новом Саду.

### Војводина
Након елиминације Спартака из квалификација за Лигу Европе, Ђуричин је прешао у екипу новосадске Војводине. Са клубом је, 27. августа 2018. потписао трогодишњи уговор и том приликом задужио број 23 на дресу. За Војводину је званично дебитовао неколико дана касније, 2. септембра исте године, постигавши једнини погодак своје екипе у поразу од Црвене звезде, резултатом 4ː1. Свој други погодак за Војводину, Ђуричин је постигао на утакмици осмине финала Купа Србије, против екипе Синђелића из Београда. Почетком наредне године, Ђуричин је прошао зимске припреме са екипом Војводине, код тренера Радована Кривокапића. На пријатељској утакмици против Заглебја из Лубина, био је једини стрелац за минималну победу свог тима у 3. минуту сусрета, док је у 50. искључен због непрописног старта над противничким играчем. Свој трећи погодак за Војводину на званичним сусретима, Ђуричин је постигао у четвртфиналу Купа Србије, у поразу од нишког Радничког на Чаиру, резултатом 2ː1. По завршетку репрезентативне паузе у марту 2019, Ђуричин је пропустио преостале утакмице до краја регуларног дела сезоне. Након опоравка од повреде, Ђуричин се у поставу вратио за сусрет 3. кола доигравања против Младости у Лучанима. Тада се нашао у стартној постави своје екипе, а на полувремену га је заменио Дејан Зукић.
Након повратка Ненада Лалатовића на клупу Војводине, Ђуричин се нашао на коначном списку играча за летње припреме у Словенији. На првој пријатељској утакмици, против екипе Брежица, Ђуричин је постигао четири поготка у победи своје екипе разултатом 8:1. Ђуричин, је касније, наступио и на преосталим припремним утакмицама, против Триглава, Кршког, односно Горице, када је постигао још један погодак за своју екипу. Пред почетак сезоне, Ђуричин је променио број на дресу, те је уместо дотадашњег задужио дрес са бројем 80. Иако је пред крај припрема доживео повреду бутног мишића, Ђуричин се нашао у стартној постави своје екипе на отварању сезоне 2019/20. у Суперлиги Србије, против шабачке Мачве. На том сусрету играо је до 62. минута, када га је на терену заменио Дејан Зукић. У другом колу новог првенства Србије, на гостовању крушевачком Напретку, Ђуричин је постигао први од два поготка своје екипе у победи од 2:0. Непосредно након тога, Ђуричин је јавно опоменут због скидања дреса. Недељу дана касније, Ђуричин је погодио и на сусрету трећег кола, против екипе Рада, док је сусрет против Радника у Сурдулици пропустио, услед проблема са предњом ложом. Свој трећи погодак у сезони, Ђуричин је постигао у шестом колу, за минималну победу против градског ривала Пролетера. На утакмици шеснаестини финала Купа Србије, Ђуричин је уписао асистенцију за први од четири гола своје екипе, на гостовању Златибору у Чајетини. Ђуричин је био стрелац јединог поготка за Војводину на пријатељској утакмици против Бреше, одигране у истоименом граду у Италији, током репрезентативне паузе у октобру. На утакмици 13. кола Суперлиге Србије, Ђуричин је асистирао Петру Бојићу за други погодак Војводине у ремију са ивањичким Јавором.
На отварању пролећног дела шампионата, Ђуричин је изостао из протокола сусрета са екипом Пролетера, а у састав се вратио на утакмици следећег кола, против Црвене звезде у Београду. У наставку сезоне га је тренер Ненад Лалатовић углавном користио као резервисту. Победом у финалној утакмици Купа Србије за сезону 2019/20, Ђуричин је освојио свој први трофеј у дресу Војводине. На том сусрету, одиграном 24. маја 2020. године на Стадиону Чаир у Нишу, против Партизана, остао је на клупи за резервне играче и није улазио у игру. Први наступ у такмичарској 2020/21. Ђуричин је уписао у 3. колу Суперлиге Србије, против Вождовца на крову Тржног центра, када је у игру ушао са клупе. У следећем колу такође је у игру ушао као резервиста и постигао погодак за коначних 3 : 0 за победу над екипом Младости из Лучана. У трећем колу квалификација за Лигу Европе, када је Војводина гостовала Стандарду у Лијежу, Ђуричин је заменио Момчила Мркаића у 60. минуту регуларног дела игре. На терену је остао до краја продужетака, после којих је његов тим елиминисан из даљег такмичења резултатом 2 : 1. Ђуричин је по први пут у сезони био стартер у шеснаестини финала Купа Србије, против Јединства у Руменци, али га је после првог полувремена заменио Миљан Вукадиновић. Свој други погодак у сезони Ђуричин је постигао у ремију са Металцем у Горњем Милановцу у 14. колу Суперлиге Србије. Услед позитивног налаза на вирус корона, Ђуричин није био у саставу за сусрет са Радничким из Ниша последњег дана новембра. После доласка Вељка Симића у Војводину, Ђуричин је у јануару 2021. добио сагласност спортског сектора да промени средину. У дресу Војводине Ђуричин је уписао укупно 54 наступа у Суперлиги Србије уз 6 погодака.

### Раднички Ниш
Ђуричин је средином јануара 2021. године приступио нишком Радничком и непосредно након тога са екипом је отпутовао у Анталију на зимске припреме. Наступио је на пет припремних утакмица колико је Раднички одиграо. За клуб је званично дебитовао на отварању другог дела сезоне 2020/21. у Суперлиги Србије, када је Раднички ремизирао са Металцем у Горњем Милановцу, ушавши у игру у завршници сусрета. На наредном сусрету, одиграо је прво полувреме против Црвене звезде, одиграо је прво полувреме, након чега је замењен. Свој први погодак у дресу Радничког Ђуричин је постигао у победи над екипом Инђије резултатом 2 : 0 у 34. колу Суперлиге. Против свог бившег клуба, Војводине, показана су му два жута картона, па је због искључења наредну утакмицу паузирао. После суспензије се вратио у састав и одиграо последње две утакмице у сезони и са тимом изборио опстанак у лиги. За екипу Радничког је у другом делу такмичарске 2020/21. одиграо 15 утакмица, од чега 5 као стартер, а постигао је један погодак.
Ђуричин је током лета 2021. са екипом Радничког прошао припреме у Словенији, где је на првој контролној утакмици био стрелац једног поготка у победи од 8 : 1 против Брежица. На трећем контролном сусрету, када је Раднички победио Кршко резултатом 3 : 1, Ђуричин је постигао два поготка.

### ИМТ
Ђуричин је 3. септембра 2021, на свој 26. рођендан, потписао једногодишњи уговор са београдским ИМТ-ом. Истог дана дебитовао је за свој нови клуб, у минималном поразу који је на домаћем терену претрпео од новосадске Младости. У игру је ушао уместо Андреје Лазовића, а на терену је провео последњих 10 минута сусрета. Ђуричин је у наредном колу погодио у победи свог тима над екипом Будућности у Добановцима. Наредни погодак постигао је у победи над Тимоком, резултатом 4 : 0, у оквиру 18. кола Прве лиге. Био је стрелац и у ремију са Жарковом, у оквиру 28. кола такмичења.

### Крупа
Првог дана августа 2022. Ђуричин је представљен као нови фудбалер Крупе.

## Репрезентација
Ђуричин се, у октобру 2018, нашао на списку играча селекције Србије до 23 године старости, под вођством Милана Обрадовића, за пријатељску утакмицу против репрезентације Француске у узрасту до 20 година. Ђуричин се на тој утакмици, одиграној 15. октобра 2018, нашао у стартној постави селекције Србије, а на терену је био до 62. минута, када је уместо њега у игру ушао Борко Дуроњић. Србија је на терену Куће фудбала Фудбалског савеза Србије у Старој Пазови поражена резултатом 4ː2, док је Ђуричин асистирао Душану Влаховићу за други гол тог играча на утакмици.

## Начин игре
Ђуричин је 174 центиметра високи фудбалер, који подједнако добро користи обе ноге и може да наступи на више позиција у нападу. Као играч екипе Сенте у Српској лиги Војводине, Ђуричин је у 9. колу такмичарске 2013/14. године постигао хет-трик у првих десет минута утакмице против Текстилца из Оџака. Као голгетер се афирмисао у екипи Бечеја, где је током једноипогодишњег ангажмана постигао укупно 66 голова на 50 одиграних утакмица у нижелигашким такмичењима. Важи за изразито брзог играча, са дриблингом, добром техником и прецизним ударцем. Фигурира као извођач казнених удараца. Због начина на који се његова каријера развијала, Ђуричина су медији у Србији 2018. године упоредили са енглеским нападачем, Џејмијем Вардијем. Нешто раније, као члан Земуна и Бечеја, Ђуричин је најчешће носио дрес са бројем 10.

Познајем га од раније и верујем да је за њега идеална позиција иза најистуренијег нападача. Он има брзину, тајминг и добар улазак у простор, што је данас и показао. Жао ми је што, због црвеног картона, није одиграо онолико колико сам планирао, али добро, то је све у жару борбе.

—Радован Кривокапић, након утакмице против Заглебја, јануар 2019.
Током сезоне 2016/17, Ђуричин је најчешће наступао као најистуренији нападач у Војвођанској лиги Север и на тај начин се остварио као најбољи стрелац лиге те сезоне, док је у првом делу наредне сезоне у Српској лиги Војводине углавном деловао као други нападач, иза центарфора Младена Ковачевића. Након периода који је провео у Бечеју, Ђуричина је у своје редове довео суботички Спартак, са планом да замени крилног нападача Емила Абаза, који је нешто раније напустио клуб. Ђуричин је том приликом, по стилу игре и физичким карактеристикама, упоређен са бившим играчем Спартака, Срђаном Плавшићем. По одласку Ђорђа Ивановића, који је до тада важио за организатора игре у тиму Спартака, у Партизан, тадашњи тренер суботичке екипе, Александар Веселиновић, Ђуричину је наменио улогу иза најистуренијег нападача, Немање Николића, у наставку сезоне 2017/18. у Суперлиги Србије. Такође, у нешто затворенијим тактичким варијантама, Веселиновић је Ђуричина користио и као офанзивног везног играча, који је у неким случајевима минутажу делио са Немањом Главчићем на тој позицији. По одласку Веселиновића са места шефа стручног штаба Спартака, вођење екипе преузео је његов дотадашњи помоћник, Владимир Гаћиновић, који је Ђуричина касније најчешће користио у шпицу напада, или на крилним позицијама. Након поновне краткотрајне сарадње, коју је у екипи новосадске Војводине остварио са Александром Веселиновићем, који га је на утакмици против Црвене звезде користио иза нападача, новоизабрани тренер, Драган Окука, Ђуричина је померио на крило. Доласком Радована Кривокапића на место шефа стручног штаба Војводине, Ђуричин је током зимских припрема 2019. поново заиграо на позицији иза нападача. Кривокапић је након утакмице против Заглебја из Лубина, на којој је Ђуричин био једини стрелац, позитивно оценио његову партију, док је сам играч нагласио да му та позиција највише одговара.

Mислим да ове сезоне може да експлодира и Ђуричин, који је исто млад играч, јер има 23 године.

—Ненад Лалатовић, јул 2019.
На 24 одиграна сусрета, колико је забележио током своје прве сезоне у екипи Војводине, Ђуричин је постигао укупно 3 поготка, од чега два у Купу Србије и један у првенству. Током летњих припрема исте године, под вођством Ненада Лалатовића, Ђуричин је у Словенији одиграо четири утакмице, на којима је постогигао укупно пет погодака, од чега четири на утакмици против Брежица. Током тог периода је, поред постигнутих погодака, учествовао и у великом броју нападачких акција свог тима, док је Лалатовић позитивно оценио његову игру.

У таквим ситуацијама нема се времена за колебања, или да се мисли на негативне последице. Све траје колико и трептај ока: залетиш се, зажмуриш и опалиш свом снагом. Ето, тако сам дао гол у Крушевцу.

—Огњен Ђуричин, јул 2019.
На отварању сезоне у Суперлиги Србије за сезону 2019/20, Лалатовић је Ђуричину наменио улогу на левом боку у маневерском делу терена, у формацији 4-2-3-1. На тај начин добио прилику да заједно за Петром Бојићем и Винсентом Езеом игра иза најистуренијег Бојана Матића, који му је био саиграч на почетку сениорске каријере у Јединству из Новог Бечеја. Лалатовић је тако заменио стране Ђуричину и Езеу, чиме им је омогућио улазак у средину и стварање простора за ударце ка противничком голу. Први погодак Војводине на гостовању Напретку у Крушевцу у оквиру другог кола Суперлиге Србије, када је после Ђуричиновог шута лопта завршила у горњем левом углу врата, сврстан је у конкуренцију за гол кола, према анкетама и писању медија.
Ђуричин је за погодак награђен сатом, као поклоном Фудбалског савеза Србије, који му је уручен почетком октобра 2019. године, након употпуњеног другог кола. По доласку у нишки Раднички, Ђуричин је представљен као фудбалер који може да одигра свим позицијама иза најистуренијег нападача.

## Статистика

### Клупска
Ажурирано 20. августа 2022.
|                                  |          |                            |     |     |   |   |   |   |   |   |     |     |  |  |
| Јединство Нови Бечеј (позајмица) | 2012/13. | Војвођанска лига Исток     | 23  | 3   | — | — | — | — | — | — | 23  | 3   |  |  |
|                                  |          |                            |     |     |   |   |   |   |   |   |     |     |  |  |
| Сента                            | 2013/14. | Српска лига Војводина      | 30  | 6   | — | — | — | — | — | — | 30  | 6   |  |  |
| Сента                            | 2014/15. | Српска лига Војводина      | 14  | 4   | — | — | — | — | — | — | 14  | 4   |  |  |
| Сента                            | Укупно   | Укупно                     | 44  | 10  | — | — | — | — | — | — | 44  | 10  |  |  |
|                                  |          |                            |     |     |   |   |   |   |   |   |     |     |  |  |
| Земун                            | 2014/15. | Српска лига Београд        | 5   | 1   | — | — | — | — | — | — | 5   | 1   |  |  |
| Земун                            | 2015/16. | Прва лига Србије           | 3   | 0   | 2 | 0 | — | — | — | — | 5   | 0   |  |  |
| Земун                            | Укупно   | Укупно                     | 8   | 1   | 2 | 0 | — | — | — | — | 10  | 1   |  |  |
|                                  |          |                            |     |     |   |   |   |   |   |   |     |     |  |  |
| Срем Јаково (позајмица)          | 2015/16. | Српска лига Београд        | 5   | 1   | — | — | — | — | — | — | 5   | 1   |  |  |
|                                  |          |                            |     |     |   |   |   |   |   |   |     |     |  |  |
| Мунфоркс                         | 2016.    | Шеста лига Шведске         | 9   | 11  | — | — | — | — | — | — | 9   | 11  |  |  |
|                                  |          |                            |     |     |   |   |   |   |   |   |     |     |  |  |
| Бечеј                            | 2016/17. | Војвођанска лига Север     | 30  | 45  | — | — | — | — | 4 | 4 | 34  | 49  |  |  |
| Бечеј                            | 2017/18. | Српска лига Војводина      | 15  | 16  | — | — | — | — | 1 | 1 | 16  | 17  |  |  |
| Бечеј                            | Укупно   | Укупно                     | 45  | 61  | — | — | — | — | 5 | 5 | 50  | 66  |  |  |
|                                  |          |                            |     |     |   |   |   |   |   |   |     |     |  |  |
| Амал (позајмица)                 | 2017.    | Пета лига Шведске          | 4   | 2   | — | — | — | — | 1 | 1 | 5   | 3   |  |  |
|                                  |          |                            |     |     |   |   |   |   |   |   |     |     |  |  |
| Спартак Суботица                 | 2017/18. | Суперлига Србије           | 15  | 5   | — | — | — | — | — | — | 15  | 5   |  |  |
| Спартак Суботица                 | 2018/19. | Суперлига Србије           | 3   | 0   | — | — | 6 | 1 | — | — | 9   | 1   |  |  |
| Спартак Суботица                 | Укупно   | Укупно                     | 18  | 5   | — | — | 6 | 1 | — | — | 24  | 6   |  |  |
|                                  |          |                            |     |     |   |   |   |   |   |   |     |     |  |  |
| Војводина                        | 2018/19. | Суперлига Србије           | 21  | 1   | 3 | 2 | — | — | — | — | 24  | 3   |  |  |
| Војводина                        | 2019/20. | Суперлига Србије           | 24  | 3   | 2 | 0 | — | — | — | — | 26  | 3   |  |  |
| Војводина                        | 2020/21. | Суперлига Србије           | 9   | 2   | 1 | 0 | 1 | 0 | — | — | 11  | 1   |  |  |
| Војводина                        | Укупно   | Укупно                     | 54  | 6   | 6 | 2 | 1 | 0 | — | — | 61  | 8   |  |  |
|                                  |          |                            |     |     |   |   |   |   |   |   |     |     |  |  |
| Раднички Ниш                     | 2020/21. | Суперлига Србије           | 15  | 1   | — | — | — | — | — | — | 15  | 1   |  |  |
| Раднички Ниш                     | 2021/22. | Суперлига Србије           | 0   | 0   | 0 | 0 | — | — | — | — | 0   | 0   |  |  |
| Раднички Ниш                     | Укупно   | Укупно                     | 15  | 1   | 0 | 0 | — | — | — | — | 15  | 1   |  |  |
|                                  |          |                            |     |     |   |   |   |   |   |   |     |     |  |  |
| ИМТ                              | 2021/22. | Прва лига Србије           | 20  | 3   | 0 | 0 | — | — | 0 | 0 | 20  | 3   |  |  |
|                                  |          |                            |     |     |   |   |   |   |   |   |     |     |  |  |
| Крупа                            | 2022/23. | Прва лига Републике Српске | 2   | 0   | 0 | 0 | — | — | — | — | 2   | 0   |  |  |
|                                  |          |                            |     |     |   |   |   |   |   |   |     |     |  |  |
| Каријера                         | Каријера | Каријера                   | 247 | 104 | 8 | 2 | 7 | 1 | 6 | 6 | 268 | 113 |  |  |
|                                  |          |                            |     |     |   |   |   |   |   |   |     |     |  |  |

### Утакмице у дресу репрезентације
| Репрезентација Србије у узрасту до 23 године старости | Репрезентација Србије у узрасту до 23 године старости                    | Репрезентација Србије у узрасту до 23 године старости                    | Репрезентација Србије у узрасту до 23 године старости                    | Репрезентација Србије у узрасту до 23 године старости                    | Репрезентација Србије у узрасту до 23 године старости                    | Репрезентација Србије у узрасту до 23 године старости                    | Репрезентација Србије у узрасту до 23 године старости | Репрезентација Србије у узрасту до 23 године старости | Репрезентација Србије у узрасту до 23 године старости |
| #                                                     | Датум                                                                    | Такмичење                                                                | Локација                                                                 | Домаћин                                                                  | Резултат                                                                 | Гост                                                                     | Гол                                                   | Реф.                                                  |                                                       |
| ----------------------------------------------------- | ------------------------------------------------------------------------ | ------------------------------------------------------------------------ | ------------------------------------------------------------------------ | ------------------------------------------------------------------------ | ------------------------------------------------------------------------ | ------------------------------------------------------------------------ | ----------------------------------------------------- | ----------------------------------------------------- | ----------------------------------------------------- |
| 1.                                                    | 15. октобар 2018.                                                        | Пријатељска утакмица                                                     | Кућа фудбала, Стара Пазова                                               | Србија                                                                   | 2 : 4                                                                    | Француска                                                                |                                                       | [ 130 ]                                               |                                                       |
| 1                                                     | Укупан број утакмица, постигнутих погодака и минута проведених на терену | Укупан број утакмица, постигнутих погодака и минута проведених на терену | Укупан број утакмица, постигнутих погодака и минута проведених на терену | Укупан број утакмица, постигнутих погодака и минута проведених на терену | Укупан број утакмица, постигнутих погодака и минута проведених на терену | Укупан број утакмица, постигнутих погодака и минута проведених на терену | 0                                                     | [ 75 ]                                                |                                                       |

## Трофеји и награде

### Екипно
Јединство Нови Бечеј
- Војвођанска лига Исток: 2012/13.[12]

Земун
- Српска лига Београд: 2014/15.[17]

Бечеј
- Војвођанска лига Север: 2016/17.[23]
- Српска лига Војводина: 2017/18.[168]

Војводина
- Куп Србије: 2019/20.[98]

### Појединачно
- Најбољи спортиста општине Бечеј у мушкој конкуренцији за 2017. годину[42]
- Гол кола у Суперлиги Србије[148]

## Приватно
Ђуричин је рођен у Зрењанину, али порекло води из Новог Бечеја, удаљеног око 30 километара ваздушном линијом од места његовог рођења. Његов деда по оцу, Стеван Ђуричин Бапа, такође је бивши фудбалер, који је наступао као одбрамбени играч за Пролетер из Зрењанина и новобечејско Јединство. Због свог начина игре, Огњен Ђуричин је прозван Враголан са Тисе.